# برودي
برودي (Броди) هي مدينة في مقاطعة لفيفسكا في أوكرانيا.

## توأمة
لبرودي اتفاقيات توأمة مع:
- فولفراتسهاوزن

## أعلام
- ماكس مارغوليس
- ماكسيم فيشيوك
- إسحاق كوهن
- جوزيف روث